# Вальтер, Владислав
Владислав Вальтер при рождении — Владислав Вальтерейт (пол. Władysław Walter; 6 апреля 1887, Варшава, Царство Польское, Российская империя — 4 ноября 1959, Лодзь, ПНР) — польский актёр театра и кино, артист кабаре, певец (бас).

## Биография
В молодости изучал рисунок и скульптуру в Варшаве, затем присоединился к актерской труппе С. и В. Яршевских. Дебютировал на сцене в 1906 году в Крыжополе. С этой передвижной труппой совершил тур по Подолии и Украине, играл, среди прочего, в Киеве и Белой Церкви. Вернувшись, благодаря уговорам матери, окончил класс пения при музыкальной консерватории (1910). Был одним из основателей и активным участником варшавского хора «Харфа», известного как «Хор Лахмана».
В 1911—1912 годах выступал в Люблине и Вильно. С середины 1913 г. до начала Второй мировой войны играл, в основном, в варшавских театрах и кабаре: «Модерн» (1913), Малый (Teatr Mały, 1914.) и «Новом» (Teatr Nowości, с 1914 г. с перерывами до 1924). В апреле 1914 года получил ранение в автокатастрофе на мосту Понятовского в Варшаве.
Участник Первой мировой войны. Добровольцем служил на фронте. Заболев сыпным тифом, находился в госпитале во Львове, затем был комиссован, вернулся в Варшаву, октября начал выступать в Малом театре, единственном действующем театре в Варшаве в то время.
Характерный актёр. В его репертуаре было более пятисот ролей. На сцене создал ряд персонажей в комедийных, фарсовых и драматических ролях, был признанным киноактёром межвоенного польского кино.
С 1918 года снялся в более, чем 90 фильмах, в том числе в немых.
Из-за потери голоса рано бросил петь.

## Избранная фильмография
- 1953 — Przygoda na Mariensztacie — варшавянин
- 1952 — Załoga — боцман Ян
- 1950 — Первый старт — бригадир Стипула
- 1948 —  Пограничная улица — извозщик
- 1939/1940 — Złota Maska — Нечай, отец Магды
- 1939 — Bogurodzica
- 1935 — Miłość maturzystki
- 1935 — Nie miała baba kłopotu — Бочек
- 1935 — Барышня из спецвагона — Добжиньский, директор бюро
- 1934 — Przeor Kordecki — obrońca Częstochowy — Брат Павел
- 1934 — Певец Варшавы — Антось
- 1934 — Kocha, lubi, szanuje — Франтишек
- 1934 — Przebudzenie
- 1934 — Śluby ułańskie — доктор Демол
- 1934 — Молодой лес — Тертенко, дворник
- 1934 — Parada rezerwistów — кельнер, капрал
- 1933 — Десять процентов мне — Валеры Гжибек, отец Зоси
- 1933 — Pod Twoją obronę — сержант-механик
- 1932 — Уланы, уланы... — вахмистр
- 1929 — Дорогой позора — одноглазый
- 1929 — 9.25. Przygoda jednej nocy
- 1929 — Człowiek o błękitnej duszy — хозяин дома
- 1929 — Изо дня в день
- 1929 — Под флагом любви — моряк
- 1929 — Сильный мужчина — театральный возница
- 1928 — Канун весны — Ендрек
- 1928 — Romans panny Opolskiej
- 1928 — Tajemnica starego rodu — вахмистр
- 1927 — Mogiła nieznanego żołnierza — Ожуг, ординарец капитана Лазовского
- 1926 — О чём не думают — хозяин корчмы
- 1924 — Miodowe miesiące z przeszkodami
- 1918 — Carska faworyta — царь